# Luigi Orelli
Luigi Orelli (Novara, 20 settembre 1768 – Novara, 29 agosto 1845) è stato un architetto italiano.
Con i suoi insegnamenti formò molti dei tecnici che avrebbero in seguito promosso Novara, instillando l'amore per la semplicità e l'utilità, anticipando di qualche decennio il pensiero di Alessandro Antonelli.

## Biografia
Nacque a Novara il 20 settembre 1768 da Carlo Orelli e Antonia Ramelli. Dal 1793 esercitò la professione di ingegnere civile.

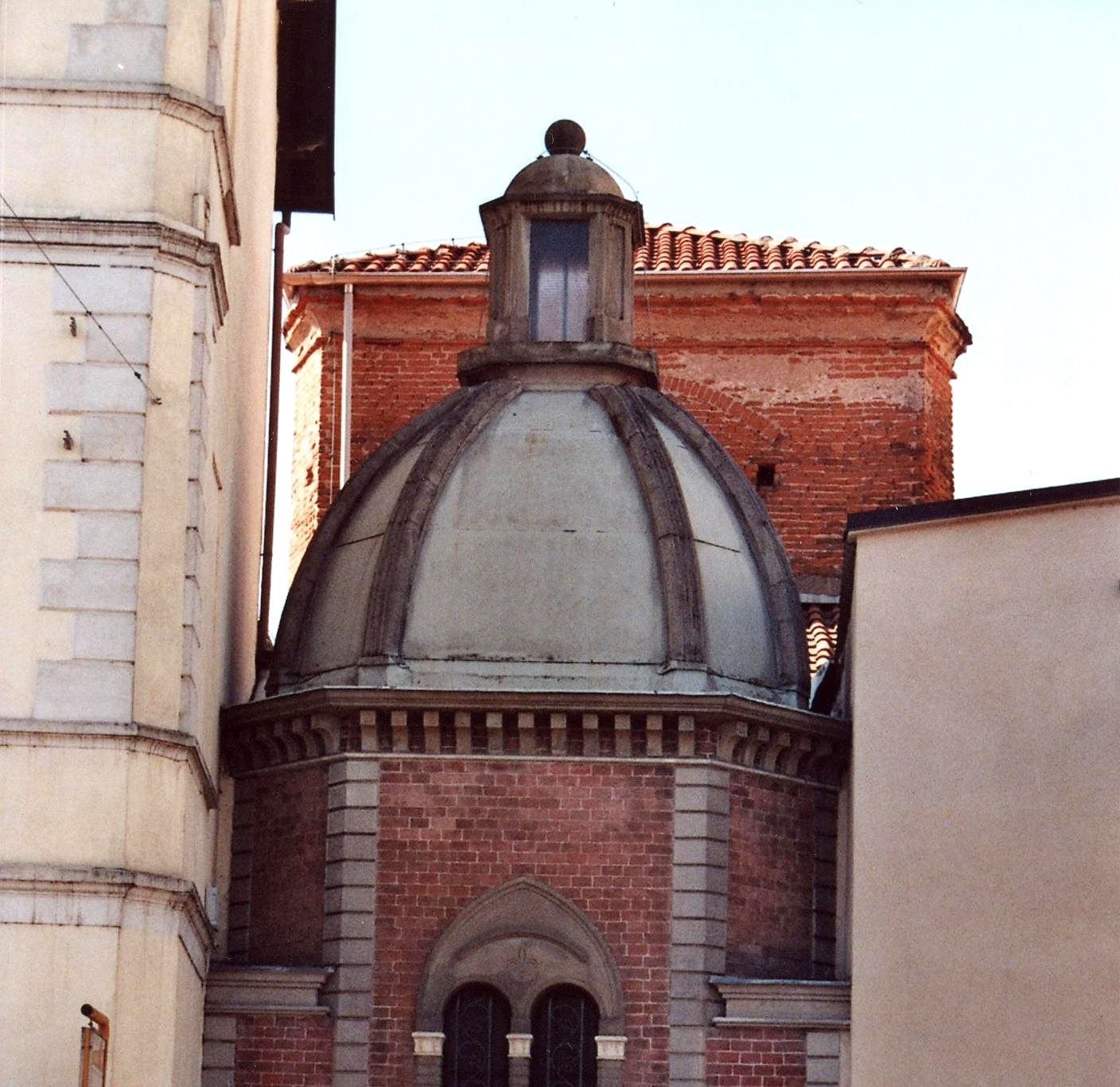
Scurolo di San Damiano a Fara Novarese

Una delle prime opere per cui è ricordato è lo scurolo di San Damiano nella chiesa parrocchiale di Fara Novarese, costruito verso il 1797.

### Dipartimento dell'Agogna
Col decreto del 4 novembre 1800, Novara divenne capoluogo del Dipartimento dell'Agogna e pochi anni dopo fu fondato il Liceo Dipartimentale dell'Agogna, in cui eran predilette le materie scientifiche a scapito di quelle umanistiche e teologiche. Tra gli insegnanti figurò Luigi Orelli, chiamato ad insegnare disegno e architettura.
Nel 1803 fu incaricato di progettare il nuovo cimitero, fuori dalla città, secondo quanto stabilito dalla legge napoleonica. L'opera fu realizzata solamente nel 1805, dopo un secondo progetto, sempre di Luigi Orelli.
Nel 1804 gli fu affidata la ristrutturazione dei viali principali e secondari dell'Allea, parte dell'area di passeggio pubblico.
Dal 30 novembre 1805 lavorò per Dipartimento dell'Agogna come perito, con la qualifica di architetto e agrimensore.
Sempre durante l'occupazione napoleonica, nel 1806 il prefetto dipartimentale Mocenigo richiese di insediare a Novara l'archivio notarile, come istituito in tutti i capoluoghi di dipartimento, secondo il regio decreto del 17 giugno 1806. Fu incaricato Luigi Orelli di cercare il luogo adatto: visitò e considerò numerosi edifici, optando infine per la ex chiesa della Maddalena, accanto al Liceo Dipartimentale dove insegnava, poiché costrutto con solidità e adatto ad accogliere un ampio deposito. Per adeguare l'edificio alla nuova funzione, Orelli scelse una soluzione architettonica non dispendiosa: unificò ed appianò i due ambienti della chiesa (coro e navata) in un unico grande ambiente. Nel 1807 si occupò inoltre della progettazione delle scaffalature in legno di noce per ospitare i documenti, disposte su tre ordini lungo tutte le pareti ed accessibili mediante scale a chiocciola.

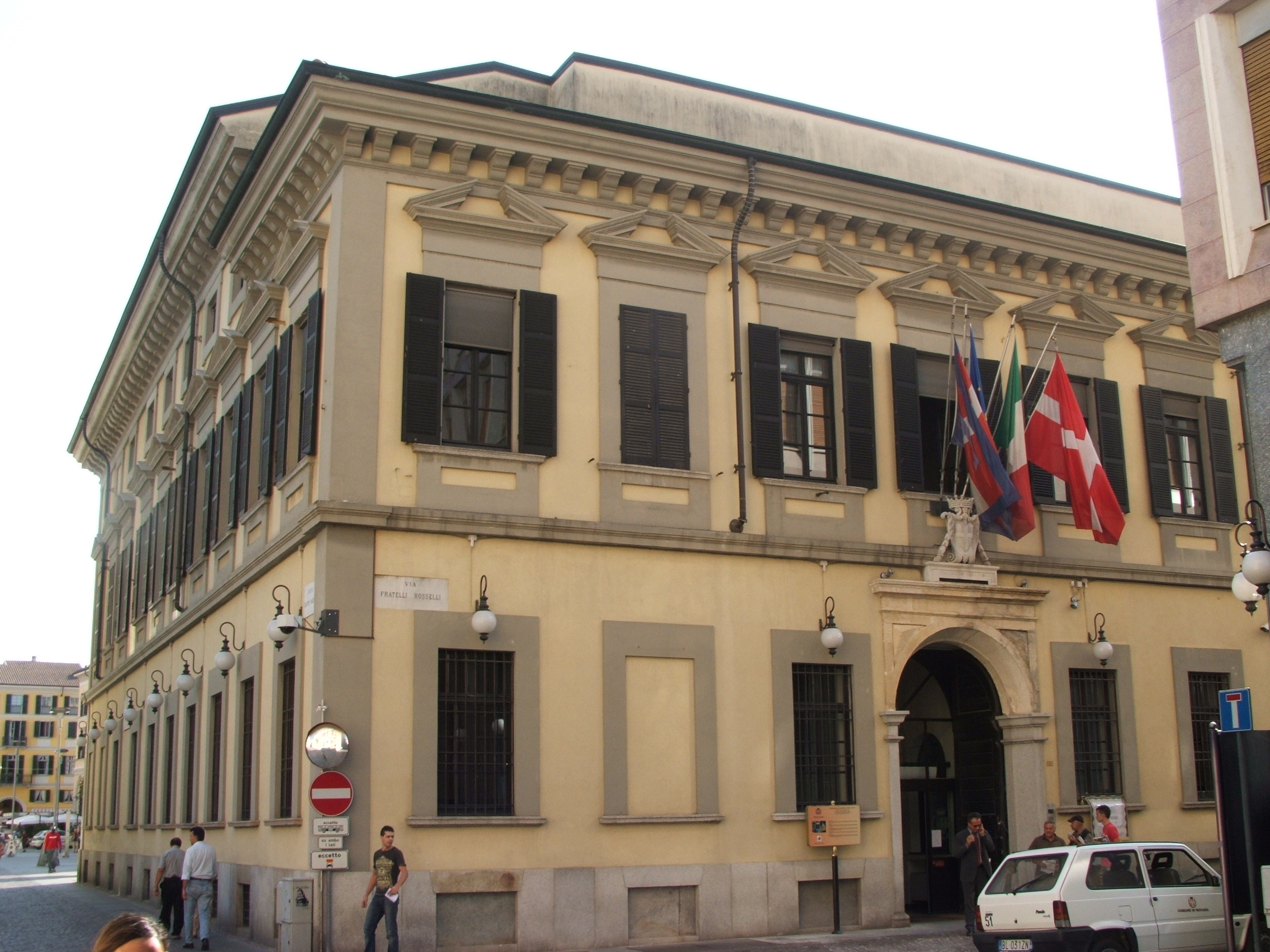
Palazzo Cabrino, ora sede del Comune di Novara

Dal 1803 Palazzo Cabrino divenne la sede del governo dipartimentale e si avvertì la necessità di adeguare la struttura alle nuove funzioni amministrative. L'ingegnere Stefano Ignazio Melchioni fu incaricato del progetto, consegnato il 17 maggio 1803 e i lavori furono affidati all'ingegnere Paolo Falcona, ma conclusi nel 1809 secondo il nuovo progetto di Luigi Orelli. Lo stesso edificio diverrà in seguito la sede municipale di Novara.
Nel 1812 contribuì alla realizzazione dell'impianto di illuminazione notturna della città.

### La Restaurazione
Dalla restaurazione del 1814 il liceo cambiò volto, divenendo Regio Collegio di Novara. Sebbene la direzione fosse assegnata ai Gesuiti, Orelli mantenne la docenza di geometria, almeno fino al 1828.

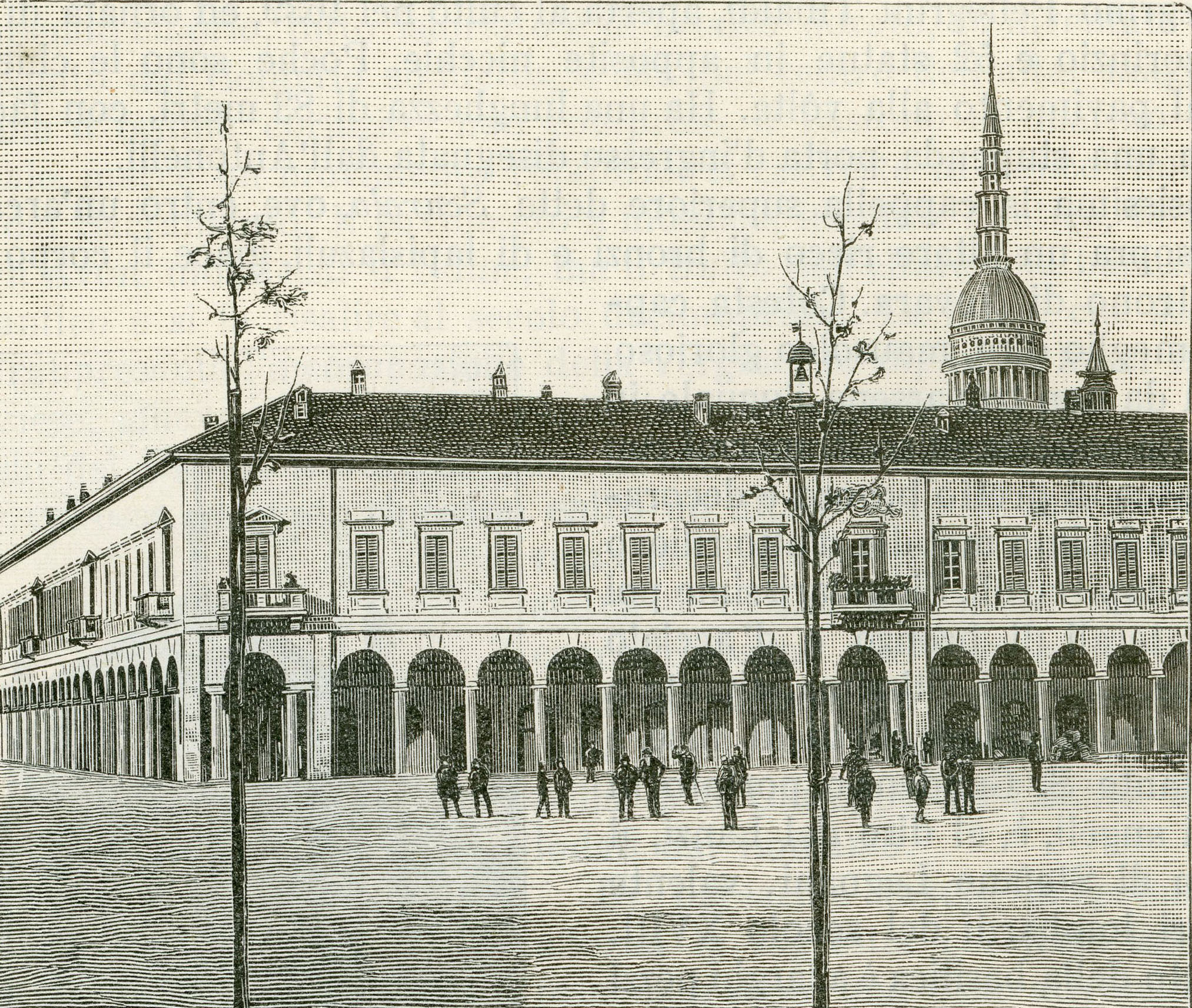
Il Palazzo del Mercato, in una xilografia del 1890

Nel 1816 progettò il Palazzo del Mercato. Il nuovo edificio fu pensato ponendo massima importanza alle necessità dei mercanti. La realizzazione si scontrò da subito con molte difficoltà: il Comune dovette prima di tutto acquisire la proprietà delle abitazioni del rione, in seguito appaltare la demolizione dei vecchi edifici ed infine la costruzione delle singole parti del nuovo palazzo. Nel 1839, in vista della fine dei lavori, affidò all'avvocato Francesco Antonio Bianchini, stimato storiografo della città, la scelta delle decorazioni scultoree. I lavori si conclusero solo nel 1842. Lo stesso Bianchini, sullo Spigolatore Novarese del 1841, ne annunciò il compimento:
Durante la costruzione del Palazzo del Mercato, Orelli inconsciamente segnò in modo indelebile la vita di una nota figura della letteratura novarese di fine secolo.
In quanto architetto di grido, nel 1836 fu chiamato dall'orologiaio Luigi Torriani, appartenente alla piccola borghesia ma molto ambizioso, a decorare la facciata della propria casa in Piazza delle Erbe. Il lauto compenso, consistente in parecchie migliaia di lire, fu corrisposto solo a fronte di un forte indebitamento. Tuttavia nel 1841 Torriani morì di malattia, lasciando l'onere del debito sulle spalle della famiglia, da allora costretta ad una vita di ristrettezze.
La figlia minore Maria Antonietta, allora di un anno, avrebbe assunto da adulta il nome d'arte di Marchesa Colombi: le ristrettezze e i pesanti compromessi che fu costretta a vivere si sarebbero poi rispecchiati nelle sue opere, specialmente nel celebre Un matrimonio in provincia del 1885.
Nel 1843 risulta iscritto all'Associazione agraria di Torino e occupato come professore, architetto civile ed idraulico, ingegnere civile.

### Gli ultimi anni
Orelli visse tutta la vita a Novara, nella sua casa in parrocchia di San Gaudenzio, con la moglie Maria Teresa Ponzani.
Francesco Antonio Bianchini dedicò alla casa di Orelli una sezione del quinto capitolo nella sua opera più nota, Le cose rimarchevoli della città di Novara, descrivendola adornata da pochi quadri, ma tutti di rilevanti artisti: un San Giuseppe da Lionessa di Federico Bianchi, un Gesù nell'orto del Cerano, due tavole con San Pietro e San Giuseppe del Vermiglio, più altre opere di Sebastianone, Cignaroli, Londonio e Crivellone.
Morì a 77 anni il 29 agosto 1845.

## Riconoscimenti
Il comune di Novara gli intitolò una via il 22 giugno 1906: una traversa del corso Torino, nel quartiere San Martino.

## Galleria d'immagini
Nel 1812 Orelli documentò i costumi tradizionali dell'Alto Novarese. Non soddisfatto degli schizzi forniti da un pittore del posto, realizzò egli stesso alcuni acquerelli relativi a paesi della Valsesia:

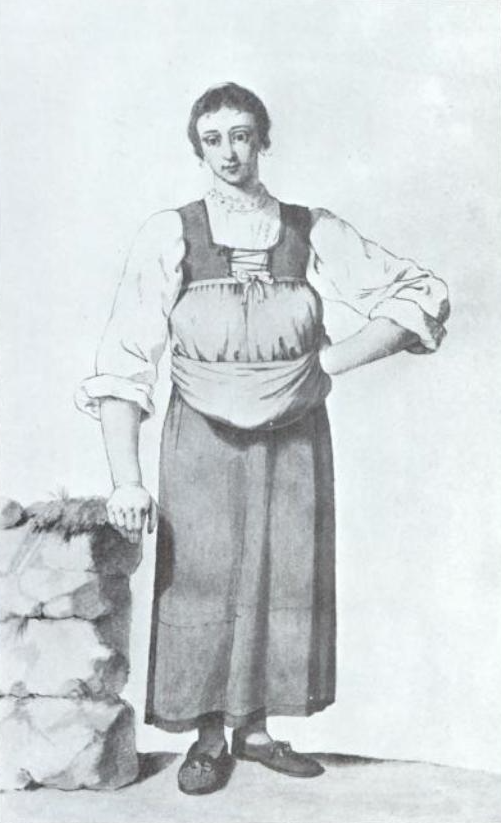
Costume tradizionale di Balmuccia
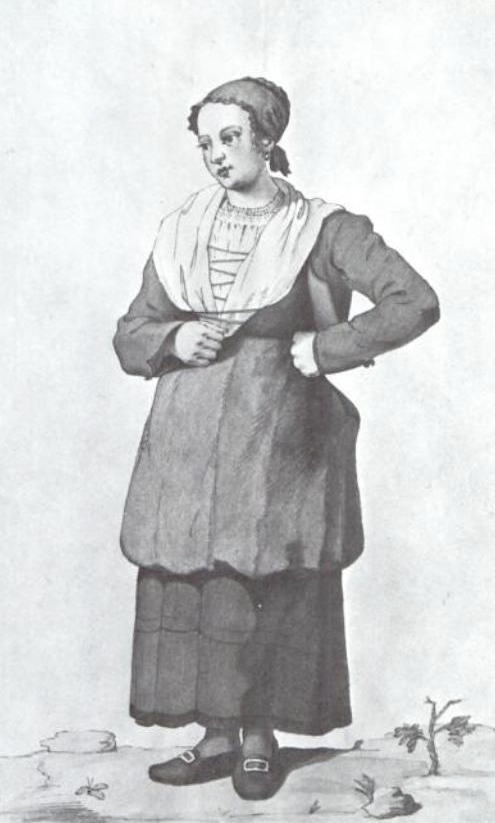
Costume tradizionale di Campertogno
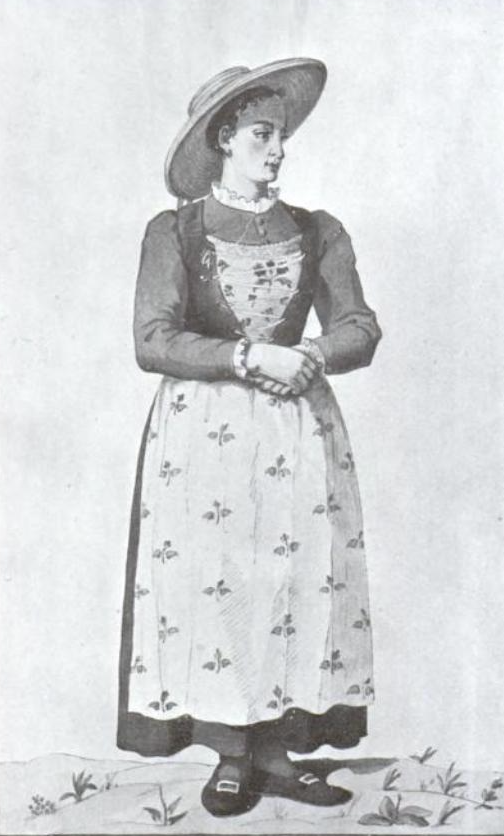
Costume tradizionale di Civiasco
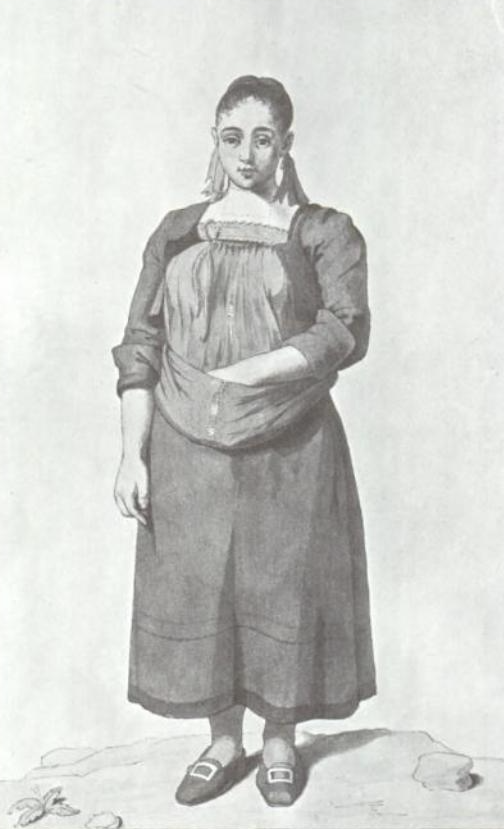
Costume tradizionale di Fobello